# Tulares
Tulares, jedna od bandi, vjerojatno iz skupine Olamentke, jedne od tri grane Coast Miwoka, porodica Moquelumnan. Živjeli su na sjevernoj obali zaljeva San Francisco u Kaliforniji. Godine 1853. gotovo su nestali. 
Navodi ih Gibbs u Schoolcraft, Ind. Tribes (III 421, 1853).